# Chiesa dell'Assunzione di Maria (Stabio)
La chiesa dell'Assunzione di Maria o del Castello è un edificio religioso che si trova a Stabio, comune svizzero nel distretto di Mendrisio (Canton Ticino).

## Storia
Fu realizzata nel XVI secolo usando le rovine di una torre di segnalazione. 

## Descrizione
L'edificio, di forma quadrata con un ottagono iscritto, conserva un altare in stucco del XVIII secolo con la pala Madonna coi Santi Carlo Borromeo, Rocco e Abbondio (1632). Fra le decorazioni interne un San Rocco secentesco in legno e alcuni dipinti dello stesso periodo (San Francesco d'Assisi che riceve le stimmate e committente e San Carlo Borromeo in preghiera).
Degni di nota anche la scalinata e il sagrato.